# Waltham (Maine)
Waltham ist eine Town im Hancock County des Bundesstaates Maine in den Vereinigten Staaten. Im Jahr 2020 lebten dort 332 Einwohner in 208 Haushalten auf einer Fläche von 85,18 km².

## Geografie
Nach dem United States Census Bureau hat Waltham eine Gesamtfläche von 85,18 km², von denen 76,84 km² Land sind und 8,34 km² aus Gewässern bestehen.

### Geografische Lage
Waltham liegt zentral im Hancock County. Der Graham Lake begrenzt die Town im Westen, im Osten befindet sich der Webb Pond und zentral der Little Webb Pond. Die Oberfläche der Town ist leicht hügelig, ohne nennenswerte Erhebungen.

### Nachbargemeinden
Alle Entfernungen sind als Luftlinien zwischen den offiziellen Koordinaten der Orte aus der Volkszählung 2010 angegeben.
- Norden: Mariaville, 8,9 km
- Nordosten: Osborn, 9,2 km
- Osten: Eastbrook, 8,1 km
- Südosten Franklin, 7,9 km
- Südwesten: Central Hancock, Unorganized Territory, 6,4 km
- Westen: Ellsworth, 19,0 km
- Nordwesten: Mariaville, 8,9 km

### Stadtgliederung
In Waltham gibt es zwei Siedlungsgebiete: Waltham und Webb’s Brook.

### Klima
Die mittlere Durchschnittstemperatur in Waltham liegt zwischen −7,2 °C (19° Fahrenheit) im Januar und 20,6 °C (69° Fahrenheit) im Juli. Damit ist der Ort gegenüber dem langjährigen Mittel der USA um etwa 6 Grad kühler. Die Schneefälle zwischen Oktober und Mai liegen mit bis zu zweieinhalb Metern mehr als doppelt so hoch wie die mittlere Schneehöhe in den USA; die tägliche Sonnenscheindauer liegt am unteren Rand des Wertespektrums der USA.

## Geschichte
Die Besiedlung des Gebietes startete 1804, als erste Siedler das Gebiet über den Union River, der durch den Graham Lake fließt, erreichten.
Waltham wurde am 29. Januar 1933 als Town organisiert. Zuvor wurde das Gebiet als 14 MD BPP auch Township No. 14 Middle Division, Bingham's Penobscot Purchase (T14 MD BPP) oder Mariaville South bezeichnet.
An Mariaville wurde 1825 und 1829 Land abgegeben. Im Jahr 1872 wurden Gebiete an Eastbrook abgegeben.

### Einwohnerentwicklung
| Volkszählungsergebnisse – Town of Wahltham, Maine | Volkszählungsergebnisse – Town of Wahltham, Maine | Volkszählungsergebnisse – Town of Wahltham, Maine | Volkszählungsergebnisse – Town of Wahltham, Maine | Volkszählungsergebnisse – Town of Wahltham, Maine | Volkszählungsergebnisse – Town of Wahltham, Maine | Volkszählungsergebnisse – Town of Wahltham, Maine | Volkszählungsergebnisse – Town of Wahltham, Maine | Volkszählungsergebnisse – Town of Wahltham, Maine | Volkszählungsergebnisse – Town of Wahltham, Maine | Volkszählungsergebnisse – Town of Wahltham, Maine |
| Jahr                                              | 1800                                              | 1810                                              | 1820                                              | 1830                                              | 1840                                              | 1850                                              | 1860                                              | 1870                                              | 1880                                              | 1890                                              |
| ------------------------------------------------- | ------------------------------------------------- | ------------------------------------------------- | ------------------------------------------------- | ------------------------------------------------- | ------------------------------------------------- | ------------------------------------------------- | ------------------------------------------------- | ------------------------------------------------- | ------------------------------------------------- | ------------------------------------------------- |
| Einwohner                                         |                                                   |                                                   |                                                   |                                                   | 231                                               | 304                                               | 374                                               | 366                                               | 296                                               | 242                                               |
| Jahr                                              | 1900                                              | 1910                                              | 1920                                              | 1930                                              | 1940                                              | 1950                                              | 1960                                              | 1970                                              | 1980                                              | 1990                                              |
| Einwohner                                         | 192                                               | 182                                               | 154                                               | 135                                               | 157                                               | 154                                               | 153                                               | 167                                               | 186                                               | 276                                               |
| Jahr                                              | 2000                                              | 2010                                              | 2020                                              | 2030                                              | 2040                                              | 2050                                              | 2060                                              | 2070                                              | 2080                                              | 2090                                              |
| Einwohner                                         | 306                                               | 353                                               | 332                                               |                                                   |                                                   |                                                   |                                                   |                                                   |                                                   |                                                   |

## Wirtschaft und Infrastruktur

### Verkehr
Die Maine State Route 179 verläuft in nordsüdlicher Richtung durch die Town. Die Maine State Route 200 zweigt von ihr in östlicher Richtung ab.

### Öffentliche Einrichtungen
Es gibt keine medizinischen Einrichtungen oder Krankenhäuser in Waltham. Die nächstgelegenen befinden sich in Ellsworth und Eddington.
Waltham besitzt keine eigene Bücherei. Die nächstgelegenen befinden sich in der Airline Community School in Aurora und in Ellsworth.

### Bildung
In Waltham ist für die Schulbildung das Waltham School Department zuständig.